# 圣伊莱尔代洛日
圣伊莱尔德洛日（法語：Saint-Hilaire-des-Loges，法語發音：[sɛ̃.t‿ilɛʁ de lɔʒ]）是法国卢瓦尔河地区大区旺代省的一个市镇，属于丰特奈勒孔特区。

## 地理
圣伊莱尔德洛日（46°28'18"N, 0°39'54"W）面积35.2 平方千米，位于法国卢瓦尔河地区大区旺代省，该省份为法国西部省份。
与圣伊莱尔德洛日接壤的市镇（或旧市镇、城区）包括：欧蒂兹河畔库隆日、圣迈克桑德伯涅、圣蓬潘、费莫罗、富赛-派雷、克桑通-沙斯农、里沃多蒂兹。
圣伊莱尔德洛日的时区为UTC+01:00、UTC+02:00（夏令时）。

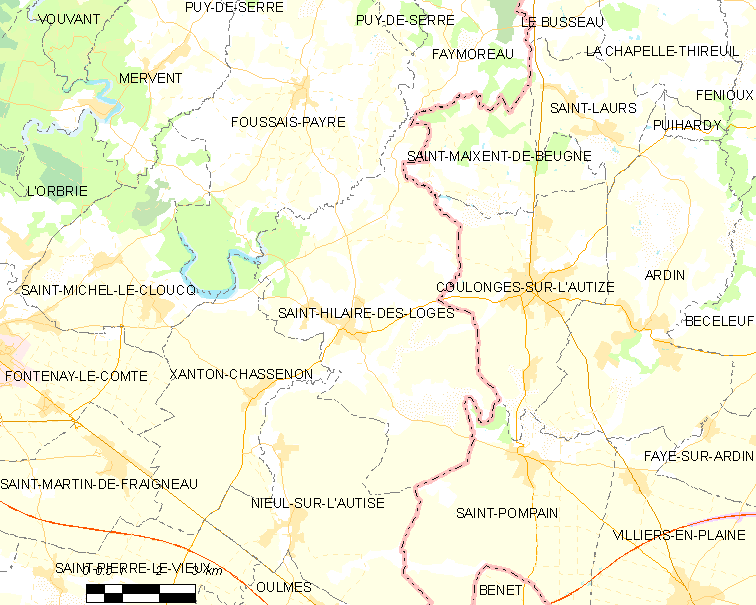
圣伊莱尔德洛日的OSM定位图

## 行政
圣伊莱尔德洛日的邮政编码为85240，INSEE市镇编码为85227。

## 政治
圣伊莱尔德洛日所属的省级选区为丰特奈勒孔特县。

## 人口

1962-2008年间圣伊莱尔德洛日人口变化图示

圣伊莱尔德洛日于2022年1月1日时的人口数量为1904人。